# Richard Herrmann
Richard Herrmann (Katowice, Alemania; 28 de enero de 1923 - 27 de julio de 1962) fue un futbolista alemán.

## Selección nacional
Fue internacional con la Selección de fútbol de Alemania Federal en ocho partidos internacionales, marcando un gol entre 1950 y 1954.

## Retiro y fallecimiento
Se retiró en 1960 después de sufrir daño hepático desde 1952 y murió de cirrosis hepática el 27 de julio de 1962, a la edad de 39 años.

### Participaciones en Copas del Mundo
| Mundial                        | Sede  | Resultado | Partidos | Goles |
| ------------------------------ | ----- | --------- | -------- | ----- |
| Copa Mundial de Fútbol de 1954 | Suiza | Campeón   | 1        | 1     |

## Clubes
| Club              | País                | Año         |
| ----------------- | ------------------- | ----------- |
| Dąb Katowice      | Polonia             | 1933        |
| 1. FC Kattowitz   | Alemania Occidental | 1934 - 1945 |
| Kickers Offenbach | Alemania Occidental | 1945 - 1947 |
| FSV Frankfurt     | Alemania Occidental | 1947 - 1960 |